# Kabinett Roman II

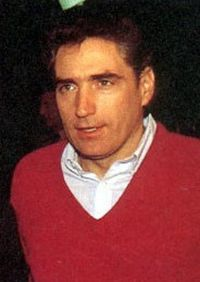
Petre Roman war zwischen 1989 und 1991 Ministerpräsident Rumäniens.

Das Kabinett Roman II wurde in Rumänien am 28. Juni 1990 von Ministerpräsident Petre Roman gebildet. 
Dem Kabinett gehörten ausschließlich Mitglieder des Rates der Front zur Nationalen Rettung CFSN (Consiliul Frontului Salvării Naționale) an. Es löste das Kabinett Roman I ab und blieb bis zum 30. April 1991 im Amt. Am 21. Februar 1991 trat Ion Aurel Stoica nach dem Arbeitskampf bei der Regionaldirektion der Staatlichen Eisenbahngesellschaft CFR (Căile Ferate Române) in Iași von der Position des Staatsministers für Lebensqualität und sozialen Fürsorge zurück, blieb aber als Minister ohne Geschäftsbereich im Kabinett. Danach reichten am 20. März 1991 der für Industrie- und Handelsangelegenheiten zuständige Staatsminister Anton Vătășescu, der Finanzminister Theodor Stolojan und der Minister für Ressourcen und Industrie Mihai Zisu ihren Rücktritt wegen des zu langsamen Reformtempo ein. Auf Ersuchen des Premierministers bleiben sie im Amt. Am 30. April 1991 wurde das vom Kabinett Roman III abgelöst. 

## Kabinettsmitglieder
| Amt                                                                            | Amtsinhaber                         | Beginn der Amtszeit | Ende der Amtszeit |
| ------------------------------------------------------------------------------ | ----------------------------------- | ------------------- | ----------------- |
| Ministerpräsident                                                              | Petre Roman                         | 28. Juni 1990       | 30. April 1991    |
| Staatsminister für Industrie- und Handelsangelegenheiten                       | Adrian Severin                      | 28. Juni 1990       | 30. April 1991    |
| Vize-Ministerpräsident, Minister für Reformen und Beziehungen zum Parlament    | Anton Vătășescu                     | 28. Juni 1990       | 30. April 1991    |
| Staatsminister für wirtschaftliche Ausrichtung                                 | Eugen Dijmărescu                    | 28. Juni 1990       | 30. April 1991    |
| Staatsminister für Lebensqualität und soziale Fürsorge                         | Ion Aurel Stoica                    | 28. Jun 1990        | 21. Februar 1991  |
| Minister ohne Geschäftsbereich                                                 | Ion Aurel Stoica                    | 21. Februar 1990    | 30. April 1991    |
| Innenminister                                                                  | Doru Viorel Ursu                    | 28. Juni 1990       | 30. April 1991    |
| Außenminister                                                                  | Adrian Năstase                      | 28. Juni 1990       | 30. April 1991    |
| Finanzminister                                                                 | Theodor Stolojan                    | 28. Juni 1990       | 30. April 1991    |
| Justizminister                                                                 | Victor Babiuc                       | 28. Juni 1990       | 30. April 1991    |
| Kulturminister                                                                 | Andrei Pleșu                        | 28. Juni 1990       | 30. April 1991    |
| Minister für Bildung und Wissenschaft                                          | Gheorghe M. Ștefan                  | 28. Juni 1990       | 30. April 1991    |
| Minister für Nationale Verteidigung                                            | General Victor-Atanasie Stănculescu | 28. Juni 1990       | 30. April 1991    |
| Minister für Ressourcen und Industrie                                          | Mihai Zisu                          | 28. Juni 1990       | 30. April 1991    |
| Minister für Landwirtschaft und Nahrungsmittelindustrie                        | Ioan Țipu                           | 28. Juni 1990       | 30. April 1991    |
| Kommunikationsminister                                                         | Andrei Chirică                      | 28. Juni 1990       | 30. April 1991    |
| Minister für Handel und Tourismus                                              | Constantin Fota                     | 28. Juni 1990       | 30. April 1991    |
| Minister für öffentliche Arbeiten, Verkehr und Raumplanung                     | Doru Pană                           | 28. Juni 1990       | 30. April 1991    |
| Umweltminister                                                                 | Valeriu Eugen Pop                   | 28. Juni 1990       | 30. April 1991    |
| Gesundheitsminister                                                            | Bogdan Marinescu                    | 28. Juni 1990       | 30. April 1991    |
| Ministerin für Arbeit und soziale Sicherheit                                   | Cătălin Zamfir                      | 28. Juni 1990       | 30. April 1991    |
| Minister für Jugend und Sport                                                  | Bogdan Niculescu-Duvăz              | 28. Juni 1990       | 30. April 1991    |
| Staatssekretär im Außenministerium mit Kabinettsrang                           | Romulus Neagu                       | 28. Juni 1990       | 30. April 1991    |
| Staatssekretär im Ministerium für Bildung und Wissenschaften mit Kabinettsrang | Andrei Țugulea                      | 28. Juni 1990       | 30. April 1991    |